# Warodellska huset

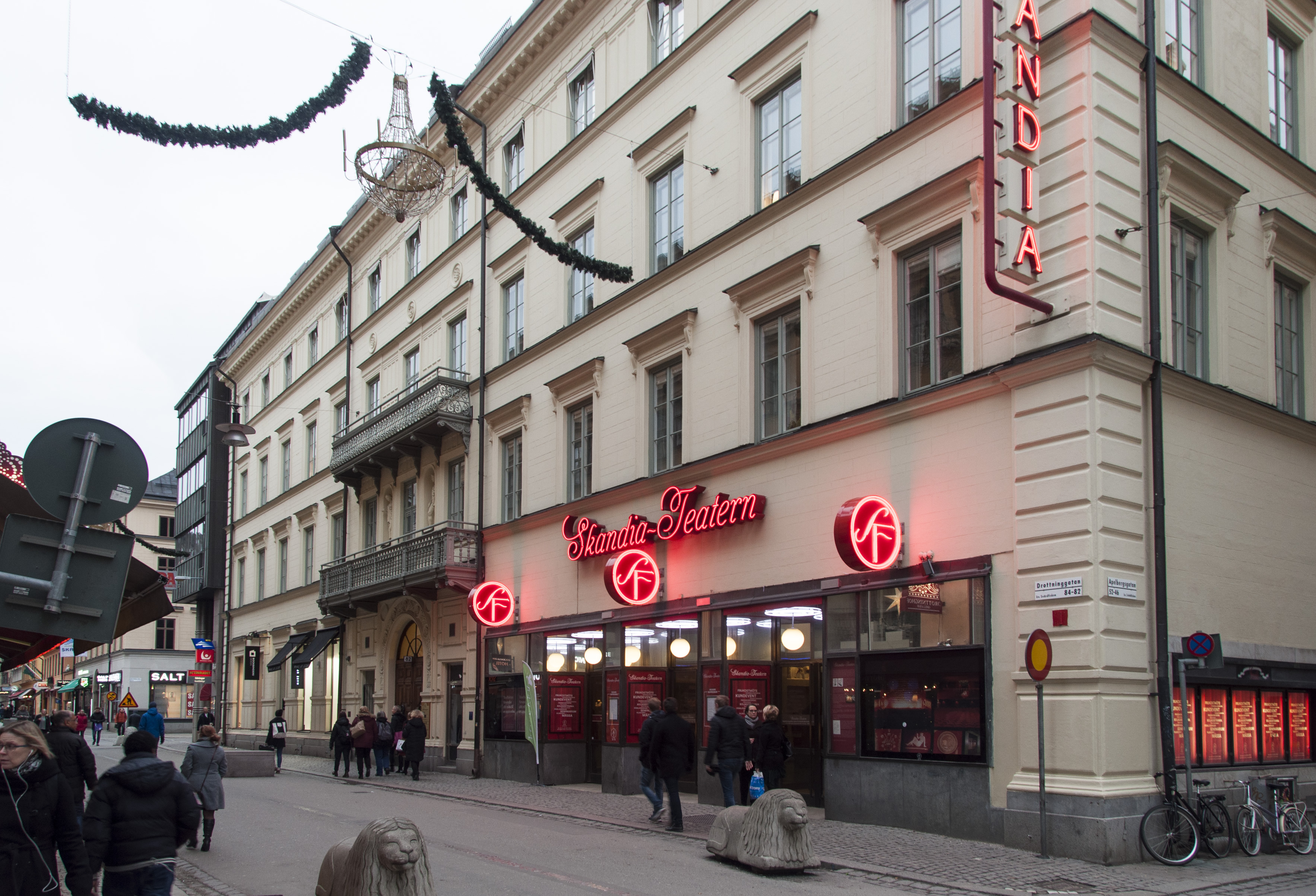
Warodellska huset med biografen Skandia

Warodellska huset ligger vid Drottninggatan 82 på Norrmalm i Stockholm. Byggnaden är blåmärkt av Stadsmuseet i Stockholm vilket innebär att de representerar ”synnerligen höga kulturhistoriska värden”.

## Historia

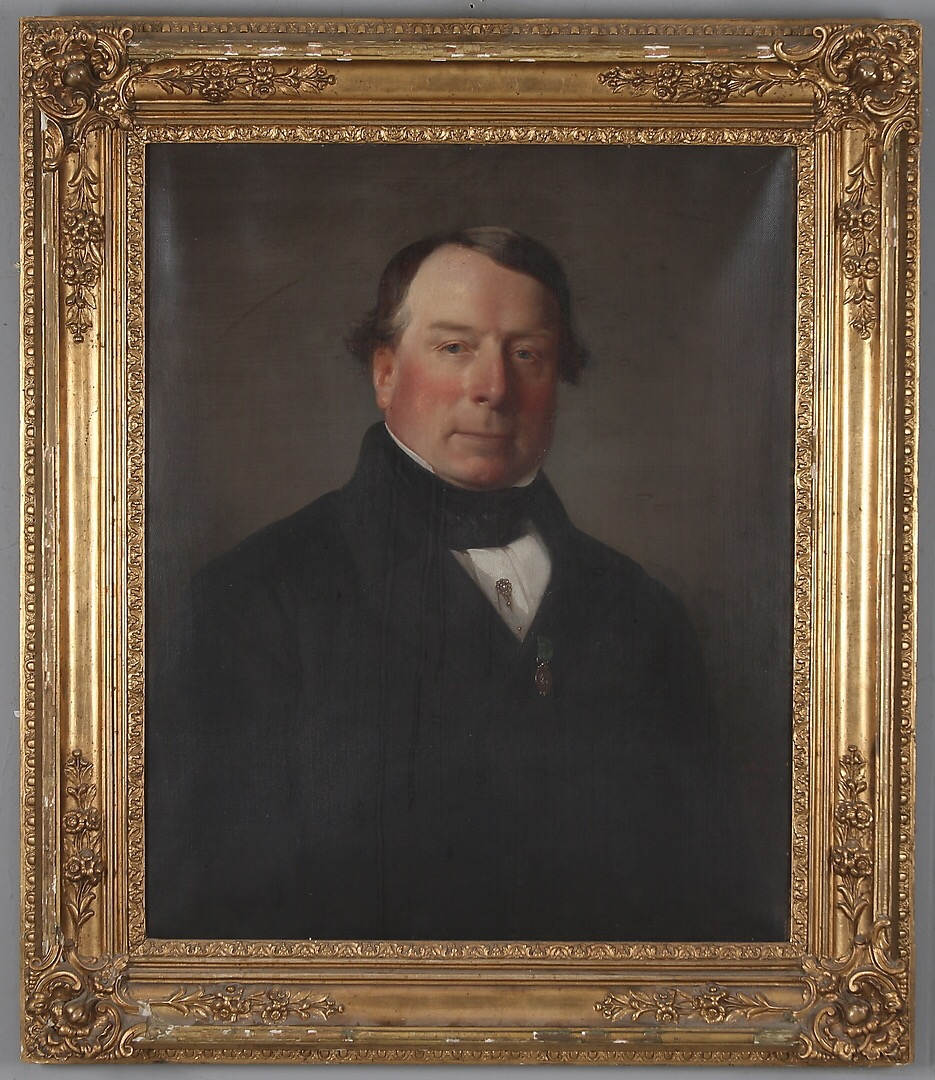
Lars Johan Warodell avporträtterad 1857 av Carl Staaff.

Huset ritades 1851 av Fredrik Wilhelm Scholander på uppdrag av handlanden Lars Johan Warodell (1797-1863) och stod klart 1854. Warodell drev en av Stockholms största bosättningsaffärer och det nya huset vid Drottninggatan skulle innehålla hans privata våning och hyreslägenheter av varierande storlek.
Åren 1920-24 om- och tillbyggdes huset för att hysa biografen Skandia efter ritningar av Ragnar Hjorth. Gunnar Asplund ritade den än idag bevarade biografinredningen i tidstypisk tjugotalsklassicism.